# Tảng băng Bắc Cực

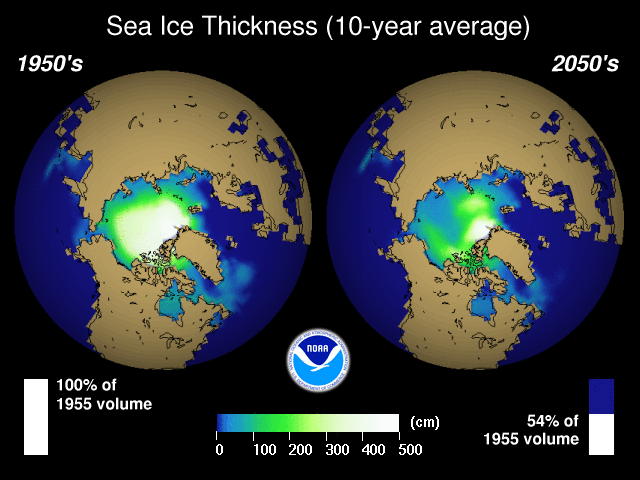
Minh họa của NOAA về thay đổi Bắc Cực.

Tảng băng Bắc Cực là lớp băng biển của Bắc Băng Dương và vùng lân cận của nó. Các gói băng Bắc Cực trải qua một chu kỳ theo mùa thường xuyên trong đó băng tan trong mùa xuân và mùa hè, đạt đến mức tối thiểu vào khoảng giữa tháng 9, sau đó tăng lên trong mùa thu và mùa đông. Lớp phủ băng mùa hè ở Bắc Cực chiếm khoảng 50% độ che phủ của mùa đông. Một số băng tồn tại từ năm này sang năm khác. Hiện nay 28% băng đá lưu vực Bắc Cực là băng nhiều năm, dày hơn băng theo mùa: dày tới 3–4 m (9.8–13.1 ft) trên các khu vực rộng lớn, với các sườn núi dày tới 20 m (65.6 ft). Cũng như chu kỳ theo mùa thông thường đã có một xu hướng cơ bản của sự suy giảm băng biển Bắc Cực trong những thập kỷ gần đây.